# Nikol Kučerová
Nikol Kučerová (* 23. Juni 1989 in Semily, Tschechoslowakei) ist eine tschechische Freestyle-Skierin. Sie ist auf die Disziplin Skicross spezialisiert.

## Biografie
Zu Beginn ihrer Sportkarriere war Kučerová eine alpine Skirennläuferin. Sie beteiligte sich ab November 2004 an FIS-Rennen und gewann in den folgenden fünf Jahren insgesamt elfmal auf dieser Stufe. An drei Juniorenweltmeisterschaften kam sie nicht über einen 37. Platz hinaus und im Europacup platzierte sie sich nie in den Punkterängen. Sie nahm an den Weltmeisterschaften 2009 in Val-d’Isère teil, wo sie im ersten Lauf des Slaloms ausschied.
Kučerová wandte sich dem Skicross zu. Sie debütierte am 5. Januar 2010 im Freestyle-Weltcup und fuhr in St. Johann in Tirol auf Platz 35. Die ersten Weltcuppunkte gewann sie zwei Monate später mit Platz 19 in Branäs. Der Durchbruch an die Weltspitze gelang ihr am 18. Dezember 2010 in Innichen, wo sie Dritte wurde. Im Verlaufe der Saison 2010/11 kamen bisher zwei weitere Top-10-Platzierungen hinzu.

## Erfolge

### Olympische Spiele
- Sotschi 2014: 24. Skicross
- Pyeongchang 2018: 14. Skicross

### Weltmeisterschaften
- Deer Valley 2011: 12. Skicross
- Kreischberg 2015: 6. Skicross

### Weltcup
- Kučerová errang im Weltcup bisher einen Podestplatz.

Weltcupwertungen:
| Saison  | Gesamt | Gesamt | Skicross | Skicross |
| Saison  | Platz  | Punkte | Platz    | Punkte   |
| ------- | ------ | ------ | -------- | -------- |
| 2009/10 | 112.   | 2      | 44.      | 24       |
| 2010/11 | 36.    | 24     | 10.      | 264      |
| 2011/12 | 131.   | 3      | 37.      | 33       |
| 2012/13 | 146.   | 5      | 33.      | 49       |
| 2013/14 | 84.    | 15     | 19.      | 161      |
| 2014/15 | 113.   | 5,64   | 25.      | 62       |
| 2015/16 | 137.   | 3,50   | 28.      | 42       |
| 2016/17 | 83.    | 14,38  | 17.      | 187      |
| 2017/18 | 86.    | 15,20  | 16.      | 152      |
| 2018/19 | 95.    | 10,45  | 20.      | 115      |
| 2019/20 | 76.    | 17,00  | 15.      | 187      |

### Weitere Erfolge
- Winter-Universiade 2015: 1. Skicross
- 4 Podestplätze im Europacup
- 3 tschechische Meistertitel (2011, 2017, 2018)